# Orobanche cumana
Orobanche cumana is een soort bloeiende plant uit de bremraapfamilie. De soort staat erom bekend dat deze parasiteert op zonnebloemen, wat voor schade kan zorgen in de zonnebloementeelt.

## Invasiviteit
De soort is een niet-fotosynthetische wortelparasiet. Aangenomen wordt dat deze relatief recent is geëvolueerd uit vormen van Orobanche cernua die parasiteren op wilde Asteraceae, in het bijzonder soorten Artemisia, en overgaan is op gecultiveerde Helianthus annuus (zonnebloem). Men denkt dat O. cumana inheems is in Oost-Europa (Rusland) en zich vervolgens heeft verspreid naar de meeste andere zonnebloemteeltgebieden in Midden- en West-Europa en Azië. Aangenomen wordt dat de afwezigheid van O. cumana in zonnebloemteeltgebieden van Zuid-Amerika (bijvoorbeeld Argentinië) verband houdt met warmere wintertemperaturen die niet geschikt zijn voor deze soort, in plaats van dat de zaden niet aanwezig zijn. O. cumana kan enorme schade aan gecultiveerde zonnebloemen veroorzaken, wat resulteert in een aanzienlijke opbrengstdaling. 
Ondanks de ontwikkeling van resistente zonnebloemen zijn er herhaaldelijk meer virulente O. cumana ontstaan om resistentie te overwinnen. Dus, ondanks constante kweekinspanningen, gaan de verliezen door in gevestigde zonnebloemteeltgebieden en bestaat de mogelijkheid dat het nieuwe gebieden binnendringt, waar zonnebloem ook wordt verbouwd.

## Beschrijving
O. cumana produceert bladloze bloeiende stengels van 40-60 cm hoog met afwisselende schubben van minder dan 1 cm lang. Hoewel bovengronds meestal onvertakt, ontstaan soms meerdere stengels uit een enkele knol onder de grond. De plant is bleek en mist volledig chlorofyl. De basis van de stengel, onder de grond, is normaal gezwollen en knolachtig. De bloeiwijze, die tot de helft van de lengte van de stelen beslaat, draagt veel acropetaal ontwikkelende bloemen, gerangschikt in spikes of trossen, elk ingesloten door een schutblad van 7-12 mm lang (zonder de extra bracteoles die aanwezig zijn in O. ramosa). De kelk heeft vier vrije segmenten, min of meer tweetandig, 7-12 mm lang. De witte kroonbuis, 20-30 mm lang, is opgeblazen nabij de basis, opvallend naar beneden gebogen, met smalle teruggebogen lippen, tot 10 mm breed. De buis is voornamelijk wit of bleek, terwijl de lippen contrasterend blauw of paars zijn, zonder duidelijke nerven. Filamenten worden in de kroonbuis gestoken, 4-6 mm boven de basis. Filamenten en helmknoppen behaard. Een capsule wordt tot 8-10 mm lang en kan enkele honderden zaden bevatten, elk ongeveer 0,2 x 0,4 mm. Een enkele plant draagt 10-100 bloemen en kan dus meer dan 100.000 zaden produceren (Chater en Webb, 1972).
Morfologische verschillen tussen typische O. cernua en O. cumana omvatten:
- hoogte 15-30 cm in O. cernua, 40-60 in O. cumana.
- bloemen 10-20 mm bij O. cernua, 20-30 mm bij O. cumana.
- bloeiwijze dicht in O. cernua, laks in O. cumana.
- filamenten en helmknoppen vrijwel kaal bij O. cernua, behaard bij O. cumana.
- de bloemen zijn opvallend langer en meer naar beneden gebogen bij O. cumana.[1]